# Paraprosdokien
Un paraprosdokien (/pærəprɒsˈdoʊkiən/), ou par'hyponoien, est une figure de style dans laquelle la dernière partie d'une phrase, d'une expression ou d'un discours plus large est surprenante ou inattendue d'une manière qui amène le lecteur ou l'auditeur à recadrer ou à réinterpréter la première partie de la phrase.
Il est fréquemment utilisé pour un effet humoristique ou dramatique, produisant parfois un anticlimax. Pour cette raison, il est extrêmement populaire parmi les comédiens et les satiristes, tels que Groucho Marx.

## Étymologie
« Paraprosdokien » dérive du grec παρά « contre » et προσδοκία « attente »,. Le nom prosdokia apparaît avec la préposition para chez les auteurs rhétoriques grecs du Ier siècle avant J.-C. et des Ier et IIe siècles de notre ère, avec le sens de « contrairement aux attentes » ou « de manière inattendue »  , , , ,.
Bien que le mot soit désormais largement répandu, « paraprosdokian » (ou « paraprosdokia ») n'est pas un terme de la rhétorique grecque ou latine classique (ou médiévale) ; il a été attesté pour la première fois en 1896,.

## Double sens
Certains paraprosdokiens non seulement changent le sens d'une phrase initiale, comme dans la phrase du chemin de jardin, mais jouent également sur le double sens d'un mot particulier, créant une forme de syllepse ou d'antanaclase (un type de jeu de mots ).
Par exemple, en réponse à la question « comment allez-vous tous les deux ? », un locuteur de l'hébreu moderne peut dire בסדר גמור; היא בסדר, אני גמור (be-séder gamúr ; hi be-séder, aní gamúr), littéralement « dans l'ordre complet ; elle dans l'ordre, je complète », c'est-à-dire « Nous sommes très bons. Elle est bonne, j'ai terminé »:88. Il y a ambiguïté de l'élément lexical hébreu גמור gamúr : il signifie à la fois « complet » et « fini »:88.
Un jeu de mots parallèle paraprosdokien en anglais est la réponse d'un homme à la question d'un ami « Pourquoi êtes-vous ici avec votre femme ? : Un atelier ; je travaille, elle fait les courses. »:88. 

## Exemples
Voici quelques exemples de phrases (traduites en français) :
- « Prenez ma femme, je vous en prie ! » — Henny Youngman[12],[13]
- « Si je pouvais juste dire quelques mots… je serais un meilleur orateur. » — Homer Simpson
- « Si je lis ce graphique correctement… je serais très surpris. » — Stephen Colbert[14]
- « Si toutes les filles présentes au bal de Yale étaient allongées bout à bout, je n’en serais pas le moins du monde surpris. » — Dorothy Parker[15],[16]
- « À ses pieds, il portait… des ampoules. » — Aristote[17]
- « J’ai passé une soirée parfaitement merveilleuse, mais ce n’était pas celle-ci. » — Groucho Marx[18],[19],[20]
- « À nos femmes et à nos maîtresses ! Puisse-t-elles ne jamais se rencontrer. » — Toast traditionnel porté par les officiers de la Royal Navy[21].
- « Le dernier souhait de mon oncle mourant était que je m’assoie sur ses genoux ; il était sur la chaise électrique. » — Rodney Dangerfield[22]
- « J’aime aller au parc et regarder les enfants courir partout parce qu’ils ne savent pas que j’utilise des balles à blanc. » — Emo Philips[18]
- « Je n’ai pas dormi depuis dix jours, parce que ce serait trop long. » — Mitch Hedberg[10],[23]
- « Je dors huit heures par jour et au moins dix la nuit. » — Bill Hicks[10],[24]
- « Je n’appartiens pas à un parti politique organisé. Je suis Démocrate. » — Will Rogers[25]
- « D’un autre côté, vous avez des doigts différents. » — Steven Wright[12]
- « En dehors d’un chien, un livre est le meilleur ami de l’homme. À l’intérieur d’un chien, il fait trop sombre pour lire. » — Jim Brewer, bien que parfois attribué à Groucho Marx[26],[27].